# 타우라게

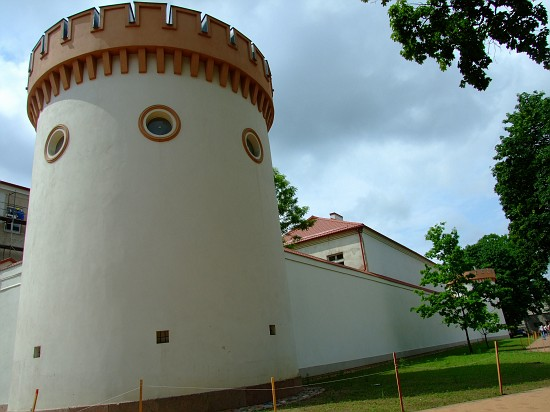
타우라게 성

타우라게(리투아니아어: Tauragė)는 리투아니아의 공업 도시로, 타우라게 주의 주도이며 인구는 26,444명(2011년 기준)이다. 도시 이름은 리투아니아어로 들소를 뜻하는 단어인 "타우라스"(Tauras)와 뿔을 뜻하는 단어인 "라가스"(ragas)의 합성어이며 시 문장에도 들소뿔이 그려져 있다.

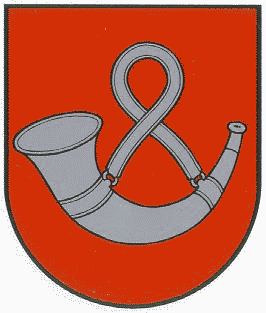
시 문장